# EGS-zs8-1
إي جي أس-زد أس 8-1 (بالإنجليزية: EGS-zs8-1)‏ هي مجرة ذات انزياح أحمر عالٍ تتواجد شمال كوكبة العواء, وحتى أيار من العام 2015 فإن هذه المجرة هي أعلى المجرات مطيافيةً على الإطلاق، وهذا يعني أنها أبعد المجرات المرصودة ومن الأوائل التي نشأت في فجر الكون.

## وصفها
الانزياح الأحمر لهذه المجرة يبلغ z= 7.73 في ذات الوقت الذي يحتاج فيه الضوء لـ 13.04 مليار سنة ضوئية لكي يصل لنا من هذه المجرة. يظهر أن للمجرة معدل عال لولادة النجوم, لذا فهي تطلق أكثر أشعتها في الأشعة فوق البنفسجية الفراغية, حوالي 121.567 نانوميتر، وهذا عائد إلى النجوم الزرقاء الفتية حديثة الولادة. تعتبر من مجرات الانفجار النجمي بسبب معدل ولادة النجوم العالي والانزياح الأحمر العالي وانبعاث الأشعة في خط لايمان-ألفا.
بسبب تأثيرات الانزياح الأحمر الكوني الذي يسببه تمدد الكون فإن الضوء الصادر من تلك المجرة ينزاح نحو الأشعة تحت الحمراء, وللمجرة أيضا مسافة مسايرة في الكون يسببها قانون هابل مما يجعلها تبعد 30 مليار سنة ضوئية عن الأرض.
يعتقد أنها تشكلت بعد الانفجار العظيم بـ670 مليون سنة، وذلك في فترة عودة التأين. ويعتقد كذلك أن هذه المجرة تبدو أكبر من جاراتها التي تشكلت في نفس الفترة الزمنية حينما كان الكون لا يزال صغيراً نسبياً. كتلتها عندما بدأ الضوء يخرج منها تقدر بحوالي 15% من كتلة درب التبانة. وكانت النجوم تولد فيها بمعدل يفوق معدل الولادة في درب التبانة بثمانين ضعف، أو ما يعادل 800 كتلة شمسية يتم تحويلها إلى نجوم كل سنة. الضوء الذي يصل إلى الأرض كان قد انبعث من تلك المجرة حينما كانت أعمار النجوم فيها تتراوح بين 100-300 مليون سنة. تشكلت المجرة في حقبة عودة التأين والتي كان الهيدروجين فيها يتحول من الحالة المحايدة إلى الحالة المتأينة. وبناءً على قول المكتشفين وعلماء آخرين فإن هذه المجرة ومجرات آخرى كانت على الأرجح هي السبب في عودة التأين.

## الاكتشاف
في عام 2013 قام الفلكي باسكال أوش الذي يتخذ من جامعة ييل مقراً له باكتشاف نقطة ضوئية غير متوقعة حينما كان يقلب صور التقطها مرصد هابل, بعدها قام نفس الفلكي بتأكيد وجود جرم ما يمثل تلك النقطة باستخدام مقراب سبيتزر الفضائي. حسابات الانزياح الأحمر التي تم عملها بواسطة المطياف متعدد الأهداف للاستكشاف بالأشعة تحت المراء، المتواجد في مرصد كيك، هاواي, قد أكدت عمر المجرة، حينها قام أوش وزملاؤه من جامعة كاليفورنيا, سانتا كروز بإعلان هذا الاكتشاف للملأ.